# Янінув (Мазовецьке воєводство)
Янінув (пол. Janinów) — село в Польщі, у гміні Гродзиськ-Мазовецький Ґродзиського повіту Мазовецького воєводства.
Населення — 501 особа (2011).
У 1975-1998 роках село належало до Варшавського воєводства.

## Демографія
Демографічна структура станом на 31 березня 2011 року:
|          | Загалом | Допрацездатний вік | Працездатний вік | Постпрацездатний вік |
| -------- | ------- | ------------------ | ---------------- | -------------------- |
| Чоловіки | 246     | 65                 | 167              | 14                   |
| Жінки    | 255     | 53                 | 167              | 35                   |
| Разом    | 501     | 118                | 334              | 49                   |